# العائلات المالكة في دولة الإمارات العربية المتحدة
تتكون العائلات لدولة الإمارات العربية المتحدة من الأسر الحاكمة الست للإمارات السبع.
- آل نهيان (فرع من آل بو فلاح) هي العائلة الحاكمة في أبو ظبي.
- آل مكتوم (فرع من البوفلاسة) هي العائلة الحاكمة في دبي.
- القاسمي وتحكم اثنتين من الإمارات السبع: الشارقة ورأس الخيمة.
- النعيمي هي العائلة الحاكمة في عجمان.
- آل معلا هي العائلة الحاكمة في أم القيوين.
- آل الشرقي هي العائلة الحاكمة في الفجيرة.

## سلالة آل نهيان (أبو ظبي)
- الشيخ ذياب بن عيسى آل نهيان (1761–1793)
- الشيخ شخبوط بن ذياب آل نهيان (1793–1816)
- الشيخ محمد بن شخبوط بن ذياب آل نهيان (1816–1818)
- الشيخ طحنون بن شخبوط بن ذياب بن عيسى آل نهيان (1818–1833)
- الشيخ خليفة بن شخبوط بن ذياب آل نهيان (1833–1845)
- الشيخ سعيد بن طحنون آل نهيان (1845–1855)
- الشيخ زايد بن خليفة آل نهيان (1855 - 1909)
- الشيخ طحنون بن زايد آل نهيان (1909–1912)
- الشيخ حمدان بن زايد آل نهيان (1912–1922)
- الشيخ سلطان بن زايد آل نهيان (1922–1926)
- الشيخ صقر بن زايد آل نهيان (1926 – 1928)
- الشيخ شخبوط بن سلطان آل نهيان (1928 - 1966)
- الشيخ زايد بن سلطان آل نهيان (1966 - 1971 ) مؤسس دولة الإمارات العربية المتحدة
- الشيخ خليفة بن زايد آل نهيان (1971 - 2004)، رئيس دولة الإمارات العربية المتحدة وحاكم أبوظبي.
- الشيخ محمد بن زايد آل نهيان (2004 - 2022) رئيس دولة الإمارات العربية المتحدة حاكم أبوظبي قائد القوات المسلحة الإماراتية.
- الشيخ خالد بن محمد بن زايد آل نهيان (2022 - الى الان) نائب رئيس الامارات العربية المتحدة وحاكم ابو ظبي
- الشيخ حمدان بن زايد آل نهيان ممثل الأمير في المنطقة الغربية لإمارة أبوظبي.
- الشيخ حمدان بن مبارك آل نهيان وزيراً للتعليم العالي والبحث العلمي.
- الشيخ عبدالله بن زايد آل نهيان وزيراً للخارجية.
- الشيخ منصور بن زايد آل نهيان وزيراً لشؤون الرئاسة .

## سلالة آل مكتوم (دبي)
- الشيخ راشد بن سعيد آل مكتوم، حاكم دبي الأسبق
- الشيخ مكتوم بن راشد آل مكتوم، نائب رئيس الدولة رئيس مجلس الوزراء؛ حاكم دبي
- الشيخ محمد بن راشد آل مكتوم، نائب رئيس الدولة ورئيس مجلس الوزراء؛ حاكم دبي
- الشيخ حمدان بن محمد بن راشد آل مكتوم، ولي عهد دبي
- الشيخ حمدان بن راشد آل مكتوم وزير المالية الإماراتي
- الشيخ مكتوم بن محمد بن راشد آل مكتوم
- الشيخ أحمد بن سعيد آل مكتوم، رئيس مجلس إدارة شركة الطيران

## سلالة القاسمي (الشارقة)
- الشيخ خالد بن سلطان القاسمي (1866 – 14 أبريل 1868)
- الشيخ سالم بن سلطان القاسمي ( 14 إبريل 1868 – مارس 1883 )
- الشيخ إبراهيم بن سلطان القاسمي (1869–1871)
- الشيخ صقر بن خالد القاسمي (مارس 1883–1914)
- الشيخ خالد بن أحمد القاسمي (13 أبريل 1914 – 21 نوفمبر 1924)
- الشيخ سلطان بن صقر القاسمي (1781-1866)
- الشيخ صقر بن سلطان القاسمي (21 نوفمبر 1924 - 1951)
- الشيخ محمد بن صقر القاسمي (1951 – مايو 1951)
- الشيخ صقر بن سلطان القاسمي ( مايو 1951 - 24 يونيو 1965 ) حكم لأول مرة
- الشيخ خالد بن محمد القاسمي (24 يونيو 1965 – 24 يناير 1972)
- الشيخ صقر بن سلطان القاسمي (25 يناير 1972 - 1972) حكم للمرة الثانية.
- الشيخ سلطان بن محمد القاسمي (1972 – 17 يونيو 1987)
- الشيخ عبد العزيز بن محمد القاسمي (17 - 23 يونيو 1987م)
- الشيخ سلطان بن محمد القاسمي (23 يونيو 1987 إلى الوقت الحاضر)

## سلالة القاسمي (رأس الخيمة)
- الشيخ سلطان بن صقر القاسمي (1781–1866)
- الشيخ إبراهيم بن سلطان القاسمي (1866 – 1 مايو 1867)
- الشيخ خالد بن سلطان القاسمي (1 مايو 1867 – 14 أبريل 1868)
- الشيخ سالم بن علي القاسمي ( 14 إبريل 1868 – 1869 )
- الشيخ حميد بن عبدالله القاسمي (1869 – أغسطس 1900)
- الشيخ خالد بن أحمد القاسمي (1914–1921)
- الشيخ سلطان بن سالم القاسمي (19 يوليو 1921 – فبراير 1948)
- الشيخ صقر بن محمد القاسمي ( فبراير 1948 – 27 أكتوبر 2010 )
- الشيخ سعود بن صقر القاسمي (27 أكتوبر 2010 إلى الوقت الحاضر)
- الشيخ فيصل بن سلطان القاسمي وكيل أول وزارة الدفاع
- الشيخ فاهم بن سلطان القاسمي، أمين عام مجلس التعاون الخليجي ووزير سابق
- الشيخ خالد بن فيصل بن سلطان القاسمي، سفير أبو ظبي لرياضة السيارات وسائق الرالي العالمي[2]

## سلالة النعيمي (عجمان)
- الشيخ راشد بن حميد النعيمي (1816–1838)
- الشيخ حميد بن راشد النعيمي (1838–1841)
- الشيخ عبد العزيز بن راشد النعيمي (1841–1848)
- الشيخ حميد بن راشد النعيمي (1848–1864)
- الشيخ راشد بن حميد النعيمي الثاني (1864–1891)
- الشيخ حميد بن راشد النعيمي الثاني (1891–1900)
- الشيخ عبدالعزيز بن حميد النعيمي (1900–1910)
- الشيخ حميد بن عبد العزيز النعيمي (1910–1928)
- الشيخ راشد بن حميد النعيمي (1928 - 1981)
- الشيخ حميد بن راشد النعيمي الثالث (1981 - حالياً)

## سلالة المعلا (أم القيوين)
- الشيخ راشد بن ماجد المعلا (1768–1820)
- الشيخ عبدالله بن راشد المعلا (1820–1853)
- الشيخ علي بن عبدالله المعلا (1853–1873)
- الشيخ أحمد بن عبدالله المعلا (1873–1904)
- الشيخ راشد بن أحمد المعلا (1904 - 1922)
- الشيخ عبدالله بن راشد المعلا الثاني (1922–1923)
- الشيخ حمد بن ابراهيم المعلا (1923–1929)
- الشيخ أحمد بن راشد المعلا (1929 - 1981)
- الشيخ راشد بن أحمد المعلا (1981 - 2009)
- الشيخ سعود بن راشد المعلا (2009 - حالياً).
- الشيخ عبدالله بن راشد المعلا الثالث (نائب الحاكم الحالي).

## سلالة الشرقي الفجيرة
- الشيخ حمد بن عبدالله الشرقي
- الشيخ سيف بن حمد الشرقي
- الشيخ محمد بن حمد الشرقي (1908 - 1974)
- الشيخ حمد بن محمد الشرقي (1975 إلى الحاضر)
- الشيخ محمد بن حمد بن محمد الشرقي ولي عهد الفجيرة